# Elizabeth Warren
Elizabeth Ann Warren (née Herring; født 22. juni 1949 i Oklahoma City, Oklahoma), er en amerikansk jurist og senator fra det demokratiske parti, der siden 2013 har repræsenteret delstaten Massachusetts.
Warren har siden 1995 været professor ved Harvard Law School i Cambridge, Massachusetts  med speciale i konkursret. Hun forskede i årsagerne til konkurser, specielt for privatpersoner, og har været rådgiver for det nationale lovgivning inden for området. Foruden faglitteratur har hun skrevet bøger om privatøkonomi.

## Politisk karriere
Hun var leder i Congressional Oversight Panel fra oprettelsen 14. november 2008 til oktober 2010. Panelet var en del af den såkaldte TARP-love (Troubled Asset Relief Program), hvor kongressen gav centralbanken lov til at bruge 700 milliarder dollar for at stimulere økonomien. Panelets opgave er at kontrollere centralbanken, samt komme med rapporter om økonomien.
Warrens kollega i Senatet, den progressive senator Bernie Sanders fra delstaten Vermont skulle efter sigende have opfordret hende til at stille op som præsidentkandidat til præsidentvalget i 2016, men da Warren afslog stillede Sanders selv op. Sanders vandt dog hverken Demokraternes nominering eller Warrens støtte: Warren erklærede sin støtte til Sanders' modkandidat Hillary Clinton, som senere gik hen og vandt Demokraternes nominering og senere hen tabte præsidentvalget i november 2016 til den Republikanske kandidat Donald Trump, den 9. juni 2016.
Den 9. februar 2019 offentliggjorde hun sit kandidatur til at blive Demokraternes præsidentkandidat til præsidentvalget i november 2020. Hun trak sit kandidatur den 5. marts 2020 efter skuffende resultater på Super Tuesday, hvor 16 afstemninger blev afholdt.

## Udvalgt bibliografi
- The Two-Income Trap: Why Middle-Class Parents are Going Broke. Basic Books. 2004. ISBN 978-0-465-09090-7. (med Amelia Warren Tyagi)
- A Fighting Chance. Henry Holt and Company. 2014. ISBN 978-1627790529. {{cite book}}: Teksten "Metropolitan Books" ignoreret (hjælp)